# Judengasse (Berlin)
Die Judengasse, auch Judenstraße, ab 1826 Landwehrstraße, war eine Straße in der Berliner Georgenvorstadt, der späteren Königsstadt.
Sie wurde erstmals 1720 urkundlich erwähnt, bestand jedoch schon lange zuvor als Feldweg vom Oderberger oder Georgentor in die Berliner Feldmark. Die Straße wurde nach schweren Kriegszerstörungen 1972 aufgehoben und mit dem Wohngebiet Mollstraße/Berolinastraße überbaut.
Die Herkunft des Straßennamens ist nicht gesichert. Der häufig als namensgebend bezeichnete jüdische Friedhof des 16. Jahrhunderts ist durch zeitgenössische Quellen nicht belegt.
Jüdische Anwohner sind erst seit 1767 bekannt. Naheliegend ist daher, dass der Name aus Überlieferungen zur Judenverbrennung von 1510 am benachbarten Rabenstein abgeleitet wurde.

Verlauf der Landwehrstraße (vormals Judengasse) 1831

## Straßenverlauf
Die Straße verlief auf etwa 300 Meter Länge von der den Georgenkirchhof und die umliegenden Hospitäler begrenzenden Kleinen Kirchgasse, späteren Katharinenstraße, in Ostnordost-Richtung fast parallel zur Landsberger Straße bis zur Gollnowstraße und querte dabei die Lietzmann-, spätere Gerlachstraße.
Diese Plätze und Straßen wurden in den 1960/1970er Jahren ebenfalls aufgehoben. Nach heutiger Bebauung ginge der Straßenverlauf etwa von der Karl-Marx-Allee Ecke Otto-Braun-Straße bis zur Mollstraße in Höhe der Weinstraße.

## Anlieger
Im Unterschied zur Berliner Jüdenstraße und den Judengassen anderer Städte befand sich an der Berliner Judengasse kein geschlossenes jüdisches Wohnquartier. Im 17. Jahrhundert war das vorwiegend landwirtschaftlich genutzte Gelände hinter dem Georgenspital im Besitz eines David Lienemann, Lehnsschulze in Reinickendorf, der es ab 1688 parzellierte und veräußerte. Aus der nachfolgenden Bebauung hebt Friedrich Nicolai keine besonderen Bauwerke hervor. Zum Beginn des 20. Jahrhunderts gehörte das dichtbevölkerte Arbeiterquartier wie das Scheunenviertel zu den sozialen Brennpunkten der Stadt.

Landwehrstraße 6 – Hofansicht 1889

Die frühesten Bauwerke im Umfeld der späteren Judengasse waren das schon 1228 erwähnte Georgenhospital mit einer 1331 genannten Kapelle. Das Georgenhospital diente im Gegensatz zum sehr angesehenen innerstädtischen Heilig-Geist-Spital vorrangig der Unterbringung der Armen und Aussätzigen der Stadt. Die Georgenkapelle wurde ab dem Ende des 17. Jahrhunderts auch als Pfarrkirche der Georgenvorstadt genutzt, dafür jedoch 1780 und erneut 1898 durch größere Kirchenneubauten ersetzt.
Der zugehörige Georgenkirchhof diente als Pest- und Armenfriedhof, auf seinem „Armensündergrund“ wurden auch Opfer der benachbarten Richtstätte und andere, denen „keine christliche Bestattung zuteil werden durfte“, begraben. Während der mehrfachen Pestepidemien des 16. und 17. Jahrhunderts erfolgten Bestattungen auch auf der angrenzenden Feldmark, wie Knochenfunde vermuten lassen. Am Georgenkirchhof entstanden später auch andere karitative Einrichtungen, so 1672 das Dorotheen-Hospital zur Aufnahme „mittelloser Fremder“, später wie das Spletthaus auch für arme Witwen, oder 1806 die Blindenanstalt von Zeune. Der Friedhof wurde seit dem Beginn des 19. Jahrhunderts nicht mehr belegt, die alte Randbebauung des nunmehrigen Georgenkirchplatzes musste ebenso wie die alte Kirche Neubauten weichen.
Nordöstlich des Georgenkirchhofes lag zwischen der späteren Judengasse und der Straße nach Landsberg bis zum 17. Jahrhundert einer der Richtplätze von Berlin und Cölln, der Rabenstein. Dort wurden im Jahre 1510 wegen angeblicher Hostienschändung 38 Juden aus der Mark Brandenburg auf einem dreigeschossigen Scheiterhaufen verbrannt. Die mittelalterliche Richtstätte wurde später mit einem Kranken- und Irrenhaus bebaut, an dessen Stelle dann 1733 die Rückersche Freischule „Zum armen Lazarus“ entstand. 1913 wurde im Geviert zwischen Landwehr-, Katherinen und Landsberger Straße ein Geschäftshaus errichtet, in dem sich seit 1923 das erste Ambulatorium der Stadt befand. Dieses denkmalgeschützte Haus der Gesundheit
blieb als einziges Zeugnis der Vorkriegsbebauung erhalten.
An der Ecke Landwehr- und Lietzmannstraße (ab 1939 Gerlachstraße) befand sich seit 1931 ein Jüdisches Altersheim. 1935 ließ der Rabbiner Martin Salomonski dort eine Schrifttafel zum Gedenken an das Geschehen von 1510 anbringen. Die Tafel befindet sich jetzt auf einem Gedenkstein an der Mollstraße.
Erstmals 1865 wurde in einem Aufsatz von Julius Beer auf einen frühen jüdischen Friedhof westlich der Judengasse/Landwehrstraße zwischen Gollnow- und Lietzmannstraße verwiesen. Beer begründete seine Vermutung mit aktuellen Knochenfunden und alten Gebäudeteilen. Für einen solchen Friedhof, dessen mögliche Existenz später auf das 16. Jahrhundert eingeschränkt wurde, sprechen jedoch weder eindeutige Bodenfunde – wie Grabsteine – noch frühe Berichte oder andere Quellen – wie alte Flurnamen oder Angaben des aus dieser Zeit überlieferten „Lagerbuches“, einer Art Kataster.
Auch ein von Beer genanntes „Judenlazarett“ ist dort nicht durch weitere Quellen belegt.
Die Georgenkirche und das Jüdische Altersheim wurden so wie fast die gesamte umliegende Bebauung 1945 durch Bombenangriffe und Kampfhandlungen stark geschädigt, die Ruinen und beschädigten Häuser später abgetragen und durch Neubauten ersetzt.

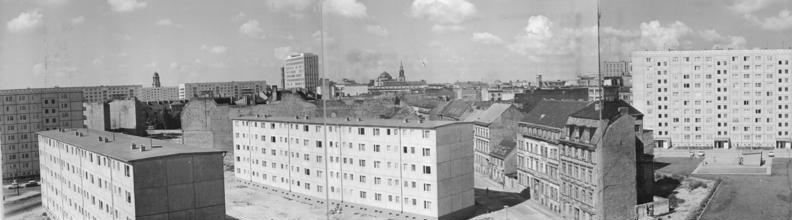
In Bildmitte rechts: Häuser der Landwehrstraße vor dem Abriss 1965

## Ort von Deportationen
Das Altersheim an der Lietzmannstraße wurde von den Nationalsozialisten 1941/1942 neben dem Sammellager in der Großen Hamburger Straße als großes Sammellager unmittelbar vor den  Deportationen mit Zügen ins Konzentrationslager Ghetto Theresienstadt, Riga, Fort IX oder in die Vernichtungslager eingesetzt.